# Шадейское сельское поселение
Шадейское се́льское поселе́ние — упразднённое муниципальное образование в Кунгурском районе Пермского края Российской Федерации.
Административный центр — посёлок Шадейка.
Железнодорожная станция —  Блины, Свердловской железной дороги.

## История
Статус и границы сельского поселения установлены Законом Пермской области от 27 декабря 2004 года № 1987-436 «Об утверждении границ и о наделении статусом муниципальных образований Кунгурского района Пермской области»
Законом Пермского края от 9 декабря 2020 года упразднено 22 декабря 2020 года в связи с объединением Кунгура и Кунгурского муниципального района в Кунгурский муниципальный округ, все сельские поселения упразднены.

## Население
| 2010  | 2012  | 2013  | 2014  | 2015  | 2016  | 2017  |
| ----- | ----- | ----- | ----- | ----- | ----- | ----- |
| 2145  | ↗2214 | ↗2262 | ↘2249 | ↘2224 | ↗2225 | ↘2191 |
| 2018  | 2019  | 2020  | 2021  |       |       |       |
| ↗2198 | ↘2161 | ↘2141 | ↘2138 |       |       |       |

## Населённые пункты
В состав сельского поселения входили 17 населённых пунктов:
| №  | Населённый пункт | Тип                | Население |
| -- | ---------------- | ------------------ | --------- |
| 1  | Балалы           | деревня            | 35        |
| 2  | Березово         | деревня            | 39        |
| 3  | Блиново          | деревня            | 18        |
| 4  | Большая Шадейка  | деревня            | 122       |
| 5  | Голубята         | деревня            | 5         |
| 6  | Жилино           | посёлок            | 265       |
| 7  | Камышево         | деревня            | 30        |
| 8  | Кокоры           | деревня            | 167       |
| 9  | Лудино           | деревня            | 18        |
| 10 | Масленники       | деревня            | 113       |
| 11 | Пономарёвка      | деревня            | 49        |
| 12 | Разепино         | деревня            | 11        |
| 13 | Тураи            | деревня            | 26        |
| 14 | Ульяново         | деревня            | 19        |
| 15 | Хохлово          | деревня            | 13        |
| 16 | Шадейка          | посёлок            | ↘1081     |
| 17 | Шадейская будка  | отдельный дом (нп) | 10        |